# Elyes Saïdi
Pour les articles homonymes, voir Saïdi.
Elyes Saïdi (en arabe : إلياس سعيدي), né le 15 décembre 2008 à Toulon, est un footballeur marocain qui joue au poste de milieu défensif à l'AJ Auxerre.

## Biographie

### Carrière en club
Originaire de La Farlède dans le Var, Elyes Saïdi est formé par l'Olympique de Marseille, fréquentant le pôle espoir d'Aix, avant de passer par le SC Toulon, puis l'AJ Auxerre, où il s'illustre avec les équipes de jeunes où il est surclassé,.

### Carrière en sélection
En mars 2025 Saïdi est convoqué avec l'équipe du Maroc des moins de 17 ans pour participer à la Coupe d'Afrique des nations des moins de 17 ans qui a lieu en mars puis avril à domicile,.
Remplaçant au poste de milieu défensif lors de la compétition, Saïdi s'illustre néanmoins comme une des promesses de son équipe pour le futur,. Le Maroc atteint la finale du tournois après sa victoire aux tirs au but face à la Côte d'Ivoire (0-0 dans le temps réglementaire),, et remporte la compétition après un autre match nul et vierge (4-2 aux tirs au but) face au Mali. Les marocains remportent ainsi le premier titre de leur histoire dans la compétition,.

## Palmarès
Maroc -17 ans
- Coupe d'Afrique des nations
  - Champion en 2025